# Лечо (Гросето)
Лечо је насеље у Италији у округу Гросето, региону Тоскана.
Према процени из 2011. у насељу је живело 44 становника. Насеље се налази на надморској висини од 625 м.